# (20997) 1986 PL1
(20997) 1986 PL1 est un objet de la ceinture principale d'astéroïdes extérieure de 12,205 km de diamètre découvert en 1986.

## Description
(20997) 1986 PL1 a été découvert le 1er août 1986 à l'observatoire Palomar, situé au nord de San Diego en Californie, par Eleanor Francis Helin.

### Caractéristiques orbitales
L'orbite de cet astéroïde est caractérisée par un demi-grand axe de 3,21 UA, un périhélie de 2,72 UA, une excentricité de 0,15 et une inclinaison de 6,30° par rapport à l'écliptique. Du fait de ces caractéristiques, à savoir un demi-grand axe entre 3,2 et 4,6 UA, il est classé, selon la JPL Small-Body Database, comme objet de la ceinture principale d'astéroïdes extérieure.

### Caractéristiques physiques
(20997) 1986 PL1 a une magnitude absolue (H) de 13,2 et un albédo estimé à 0,068, ce qui permet de calculer un diamètre de 12,205 km. Ces résultats ont été obtenus grâce aux observations du Wide-Field Infrared Survey Explorer (WISE), un télescope spatial américain mis en orbite en 2009 et observant l'ensemble du ciel dans l'infrarouge, et publiés en 2012 dans un article présentant les résultats concernant 13 511 astéroïdes de la ceinture principale.